# ブライズ・ノートン空軍基地
ブライズ・ノートン空軍基地（ブライズ・ノートンくうぐんきち、英語: Royal Air Force Brize Norton）は、ロンドンから西へ約80キロメートルのブライズ・ノートンとカータートンからなるオックスフォードシャー都市圏から近い位置にあるイギリス空軍の基地である。
イギリス空軍が領有する基地の中で最も大規模な基地であり、正式名称はイギリス空軍基地ブライズ・ノートン（英: RAF Brize Norton）である。現在は、空中給油機のボイジャーや輸送機のC-17A グローブマスターIIIやハーキュリーズC4/C5がブライズ・ノートン空軍基地を拠点に活動している。
フォークランド諸島にあるマウント・プレザント空軍基地への兵員輸送機のうち28席を開放し、民間旅客も行っている。

## 歴史
ブライズ・ノートン空軍基地は訓練基地として1937年に開設された。1950年代にアメリカが核抑止力のためイギリスに戦略爆撃機の配備を計画し、アメリカ空軍戦略航空軍団はブライズ・ノートン空軍基地への進駐を始めた。戦略航空軍団は滑走路の延伸、人員や弾薬の収容施設建設といった基地強化のための投資を行い、それらは1951年までに完了した。翌年にB-36戦略爆撃機が配備され、1953年から1957年までB-47戦略爆撃機が配備された。後に爆撃機はB-52に更新された。
1965年、ブライズ・ノートン空軍基地はイギリス空軍の元に戻り、フェアフォード空軍基地から輸送機部隊2個飛行隊が移駐した。1980年代にはVC-10やトライスターを擁する空中給油機部隊の拠点となり、これらは後にボイジャーに更新された。2005年にはアップグレードプロジェクトの一環で、基地を閉鎖してさらなる滑走路の拡張と灯火やオペレーション基準カテゴリーに必要な設備が追加された。アレスター・ギアの追加はリネハム空軍基地に代わるイギリス南部における軍用緊急避難飛行場に必要であった。2011年にリネハム空軍基地が閉鎖されてからは、同基地のハーキュリーズ部隊が移駐してきており、空輪部隊の拠点となっている。 

## 所在部隊
第2航空団隷下
- 第10飛行隊（英語版） - ボイジャー KC.2/KC.3
- 第24飛行隊（英語版） - ハーキュリーズ C.4/C.5、C-17A グローブマスターIII、アトラス C.1
- 第30飛行隊（英語版） - アトラス C.1
- 第47飛行隊（英語版） - ハーキュリーズ C.4/C.5
- 第70飛行隊（英語版） - アトラス C.1
- 第99飛行隊（英語版） - C-17A グローブマスター III
- 第101飛行隊（英語版） - ボイジャー KC.2/KC.3
- 第38遠征飛行群
- 第622飛行隊（英語版）
- 空挺搬送飛行群（英語版）
  - 本部管理中隊
  - 能力開発中隊
    - ファルコンズ（英語版）

  - 落下傘工兵中隊
  - 落下傘訓練中隊
  - 支援中隊
- 空港積載飛行群
- 第2航空団保安警備群
  - 第2航空団保安警備群本部
  - 第7保安中隊
- イギリス空軍連隊第2中隊（英語版）
- 第2624中隊
- 第1航空機動群
  - 空中機動中隊
  - 作戦支援中隊
  - 可搬空中機動中隊
- 予備役兵站支援群
  - 第501中隊（英語版）
- 第4624機動中隊
- 医療サービス隊
  - 戦術医療群
    - 戦術医療群本部
    - 航空医療後送管制センター
    - 航空医療後送中隊
    - 能力維持中隊
    - 作戦中隊
    - 訓練中隊
    - 第4624航空医療後送中隊（英語版）

第1航空団隷下
- 航空宇宙戦センター（英語版）
  - 第206飛行隊（英語版） - アトラス C.1
  - 統合空中投下試験評価隊（英語版）

第22航空団隷下
- 第2267飛行隊

王立兵站軍団隷下
- 第13空中強襲支援連隊（英語版）
  - 第47航空搬送中隊